# Neuf Garçons, un cœur
Pour plus de détails, voir Fiche technique et Distribution.
Neuf Garçons, un cœur est un film français réalisé par Georges Friedland et sorti en 1948.

## Synopsis
Un soir de réveillon de Noël, Christine et ses neufs amis chanteurs, se retrouvent sans engagement et si désargentés qu'ils n'ont rien à manger. En désespoir de cause, Christine va demander de l'aide à son oncle Victor, modeste portier dans un cabaret de Montmartre, nommé le paradis.
Mal reçue par le directeur, elle y rencontre un homme mystérieux qui la fait entrer en rêve dans le véritable paradis dans lequel elle retrouve ses amis. Le rêve se termine mais la réalité rejoint le rêve...

## Fiche technique
- Titre : Neuf Garçons, un cœur
- Réalisateur : Georges Friedland[1], assisté de Pierre Chevalier
- Scénario : Georges Friedland
- Dialogues : Georges Friedland, Norbert Carbonnaux
- Décors : Lucien Aguettand
- Photographie : Charlie Bauer
- Son : Antoine Petitjean, Jean Bertrand, Pierre Calvet
- Montage : Leonid Elkind, assisté de Françoise Javet
- Musique : Norbert Glanzberg, Charles Trenet, Jean Villard (dit Gilles), Louiguy, Mireille, Marguerite Monnot
- Date de tournage : 1947
- Société de production : Vox Films (France)
- Producteur : Robert Tarcali
- Directeur de production : Ralph Habib
- Pays d’origine :  France
- Format :  Noir et blanc - 1,37:1 - 35 mm - Son mono
- Genre : Comédie dramatique, film musical
- Durée : 85 minutes
- Date de sortie : 
  - France : 24 mars 1948
- Numéro de visa : 6919

## Distribution
- Édith Piaf : Christine
- Les Compagnons de la chanson : les amis de Christine
- Lucien Baroux : Victor
- Lucien Nat : le monsieur
- Élisabeth Wells : Lisa
- Marcel Vallée : le patron du « Paradise »